# Coscinia leucomelas
Coscinia leucomelas là một loài bướm đêm thuộc phân họ Arctiinae, họ Erebidae.